# ピエルマリオ・モロジーニ
ピエルマリオ・モロジーニ（Piermario Morosini、1986年7月5日 – 2012年4月14日）は、イタリア・ベルガモ出身のサッカー選手。ポジションはミッドフィールダーであった。

## 経歴

### クラブ
地元のアタランタBCでキャリアをスタートさせ、2005年にはウディネーゼ・カルチョとの共同保有選手となった。2006年にはウディネーゼがアタランタから全保有権を買い取り、経験値を積むためにセリエB（2部）のボローニャFCにレンタル移籍させた。2007年にはヴィチェンツァ・カルチョが保有権の50%を獲得し、2009年まではヴィチェンツァでプレーした。この期間中には、クラブの試合ではプロ経歴唯一となる得点を決めている。2009年8月31日、セリエBに降格したばかりのレッジーナ・カルチョにレンタル移籍した。2010年2月1日、カルチョ・パドヴァにレンタル移籍した。2010年6月、パドヴァは買い取りオプションを行使しないことを決めた。2010-11シーズン前半戦はヴィチェンツァにレンタル移籍して15試合に出場した。2012年1月、ASリヴォルノ・カルチョにレンタル移籍した。ボローニャからリヴォルノまで、レンタル移籍先はすべてセリエBのクラブであった。

### 代表
2001年9月、わずか15歳にしてU-17イタリア代表デビューした。モロジーニは経歴を通じて2得点しかしていないが、そのうちの1点はU-17イタリア代表の試合で決めたものである。2006年9月にはU-21イタリア代表デビューし、2009年にスウェーデンで開催されたUEFA U-21欧州選手権には控えとして招集され、準決勝進出に貢献した。

### 突然の死
リヴォルノ・カルチョに所属していた2012年4月14日、ペスカーラ・カルチョ戦の試合途中（31分）心筋梗塞により心肺停止状態に陥った。担架に乗せられた際には意識があり、スタジアム内で自動体外式除細動器（AED）などによる蘇生措置が試みられた。通信社のANSAは、「警察車両がスタジアムの入口を塞いでいたために、1分近くも救急車での搬出が遅れた」と報じたが、心臓の専門家であり治療を担当した医師は、これによる治療開始の遅れがなかったとしても手遅れだったと発言している。モロジーニを乗せた救急車はサント・スピリト病院に急行したが、モロジーニは病院到着前に死亡していたと後に報じられている。この後、リヴォルノが2-0とリードしていた試合は途中打ち切りとなり、「涙を流しながらグラウンドを去る」選手もいた。
イタリアサッカー界では、1969年にASローマのジュリアーノ・タッコラ(en)が試合前に心不全で倒れて死亡し、1977年にペルージャ・カルチョのレナト・クーリ(en)が試合中に心臓発作で倒れて死亡している。1989年にはASローマのリオネッロ・マンフレドーニアが試合中に心臓発作に襲われ、2011年にはACミランのアントニオ・カッサーノが試合中に体調不良を訴えて病院に搬送された。モロジーニの死去のわずか1ヶ月前には、イングランドのFAカップの試合でファブリス・ムアンバが同様に心肺停止状態に陥ったが、集中治療室での治療の末に一命を取り留めている。イタリアの他のスポーツに目を向けると、バレーボールイタリア代表のヴィゴール・ボボレンタが3月24日にモロジーニ同様のケースで亡くなったばかりであった。
イタリアサッカー連盟は14日から16日の週末にイタリアで行われる予定だったすべてのリーグ戦を延期とした。4月15日、かつて在籍したヴィチェンツァはモロジーニが着けていた背番号25を永久欠番とすることを明らかにした。同日にはリヴォルノも永久欠番とする考えを明らかにし、翌16日に正式決定が下された。17日、故郷ベルガモを本拠地とし、モロジーニがユース時代に在籍したアタランタBCは、ホームスタジアムであるスタディオ・アトレティ・アズーリ・ディターリアの南側ゴール裏スタンドの名称をピエルマリオ・モロジーニとする決定を下した。

## 家族
2001年、ピエルマリオが15歳の時に母親が死去し、2003年には父親も死去した。その後すぐに、父親を追うようにして身体障がいを持つ弟が窓から飛び降りて自殺し、同じく身体障がいを持つ姉とピエルマリオのふたりが残された。